# Pino Zaccheriastadion
Het Pino Zaccheriastadion is een multifunctioneel stadion in Foggia, een stad in Italië. Het stadion wordt vooral gebruikt voor voetbalwedstrijden. De voetbalclub US Foggia maakt gebruik van dit stadion. Er is plaats voor 25.085 toeschouwers. Dit stadion werd geopend in 1925.